# Campeonato Europeu de Hóquei em Patins Masculino de 1975
O Campeonato Europeu de 1975 foi a 32.ª edição do Campeonato Europeu de Hóquei em Patins.

## Participantes
| País               | Participação | Melhor Resultado                                                                        |
| Portugal           | 27ª          | Campeão (1947, 1948, 1949, 1950, 1952, 1956, 1959, 1961, 1963, 1965, 1967, 1971 e 1973) |
| Espanha            | 20.ª         | Campeão (1951, 1954, 1955, 1957 e 1969)                                                 |
| Alemanha Ocidental | 28.ª         | 2.º Lugar (1932 e 1934)                                                                 |
| Itália             | 31.ª         | Campeão (1953)                                                                          |
| Holanda            | 18.ª         | 3.º Lugar (1963, 1967 e 1969)                                                           |
| Suíça              | 32.ª         | 2.º Lugar (1937)                                                                        |
| França             | 31.ª         | 2.º Lugar (1926, 1927, 1928, 1930 e 1931)                                               |
| Inglaterra         | 32.ª         | Campeão (1926, 1927, 1928, 1929, 1930, 1931, 1932, 1934, 1936, 1937, 1938 e 1939)       |
| ------------------ | ------------ | --------------------------------------------------------------------------------------- |

## Resultados
|                    | Portugal | Espanha | Itália | Alemanha | Países Baixos | França | Suíça | Inglaterra |
| ------------------ | -------- | ------- | ------ | -------- | ------------- | ------ | ----- | ---------- |
| Portugal           |          | 4-2     | 1-1    | 7-1      | 7-2           | 8-3    | 12-1  | 18-0       |
| Espanha            |          |         | 2-1    | 4-1      | 5-0           | 7-1    | 11-1  | 11-1       |
| Itália             |          |         |        | 5-1      | 4-2           | 10-1   | 5-1   | 6-1        |
| Alemanha Ocidental |          |         |        |          | 4-0           | 7-3    | 3-5   | 7-2        |
| Holanda            |          |         |        |          |               | 5-2    | 5-3   | 9-2        |
| França             |          |         |        |          |               |        | 6-3   | 4-1        |
| Suíça              |          |         |        |          |               |        |       | 7-2        |
| Inglaterra         |          |         |        |          |               |        |       |            |

## Classificação final
| Lugar | Seleção            | J | V | E | D | P  | GM | GS | Dif. |
| ----- | ------------------ | - | - | - | - | -- | -- | -- | ---- |
|       | Portugal           | 7 | 6 | 1 | 0 | 13 | 57 | 10 | +47  |
|       | Espanha            | 7 | 6 | 0 | 1 | 12 | 42 | 9  | +33  |
|       | Itália             | 7 | 5 | 1 | 1 | 11 | 34 | 12 | +22  |
| 4     | Alemanha Ocidental | 7 | 4 | 0 | 3 | 8  | 29 | 21 | +8   |
| 5     | Holanda            | 7 | 2 | 0 | 5 | 4  | 21 | 29 | -8   |
| 6     | França             | 7 | 2 | 0 | 5 | 4  | 20 | 41 | -21  |
| 7     | Suíça              | 7 | 2 | 0 | 5 | 4  | 21 | 49 | -28  |
| 8     | Inglaterra         | 7 | 0 | 0 | 7 | 0  | 9  | 62 | -53  |

| Campeões Europeus 1975 |
| ---------------------- |
| Portugal               |
| PORTUGAL 14.º Título   |